# روبین (خواننده)
روبین میریِم کارلسون (به انگلیسی: Robin Miriam Carlsson) (زاده ۱۲ ژوئن ۱۹۷۹) که بیشتر با نام هنریش روبین (به انگلیسی: Robyn) شناخته میشود ، خواننده و ترانه‌سرای سبک پاپ سوئدی است که در اواخر دهه ۱۹۹۰ با تک‌آهنگ " آیا میدانی (Do You Know) " که از نخستین آلبومش بنام " روبین اینجاست (Robyn Is Here) " منتشر شده بود ، به شهرت رسید.

## آلبوم‌ها
- روبین اینجاست (۱۹۹۵)
- حقیقت من (۱۹۹۹)
- موسیقی را قطع نکن (۲۰۰۲)
- روبین (۲۰۰۵)
- سخن بدن بخش یکم (۲۰۱۰)
- سخن بدن بخش دوم (۲۰۱۰)
- سخن بدن بخش سوم (۲۰۱۰)
- سخن بدن (۲۰۱۰)